# خفاش أذن الكلب
خفاش أذن الكلب (الاسم العلمي: Otomops)، جنس خفافيش من فصيلة الهيعريات. تدعم بيانات التسلسل الجزيئي كونه أحادي النمط الخلوي، على الرغم من أنه ليس معدودًا ضمن أجناس الهيعريات أخرى.
يشتمل خفاش أذن الكلب على الأنواع التالية:
- O. formosus, خفاش الدرواس الجاوي
- O. harrisoni, خفاش الدرواس العملاق ضخم الأذنين هاريسون
- O. johnstonei, خفاش الدرواس جونستون
- O. madagascariensis, خفاش حر الذيل المدغشقري
- O. martiensseni, خفاش حر الذيل ضخم الأذنين
- O. papuensis, خفاش الدرواس كبير الأذنين
- O. secundus, خفاش الدرواس المتغطي
- O. wroughtoni, خفاش حر الذيل لروتون